# 端午節会
端午節会（たんごのせちえ）とは、5月5日の端午に行われた節会のこと。五日節会（いつかのせちえ）とも。

## 概要
中国から伝わった端午の風習に倣い、日本でも古くから5月5日に薬猟を行う風習があった。『日本書紀』の推古天皇19年（611年）に薬猟の記事がある。大宝律令以後雑令に端午雑会が規定されていたが、忌日の関係で中断されていた時期があり、『続日本紀』には天平19年（747年）に聖武天皇が端午節会を再興したことが記されている。
端午の日には古くから天皇が馬が走るのを鑑賞する例があり（『続日本紀』大宝元年（701年）条）これが後に騎射の儀式に変わった。平安時代初期に編纂された『内裏式』には5月5日を「観騎射式」の日と規定し、同時に中務・宮内両省がそれぞれの被官である内薬司・典薬寮を率いて、邪気を掃って長寿をもたらすとされていた菖蒲草と薬玉を献上し、薬玉は皇太子以下の参加の諸臣に下賜された。また参加者は菖蒲で作った鬘である菖蒲鬘を冠に付けて参列するものとされていた。また、宇多天皇の寛平年間には、当時民間に広まっていた粽を食する慣例が取り入れられた。